# Reisterstown Plaza (métro de Baltimore)
Reisterstown Plaza est une station de métro américaine de l'unique ligne, d'Owings Mills à Johns Hopkins Hospital, du métro de Baltimore. Elle est située 6301 Wabash Avenue à Baltimore, dans le Maryland. 
Ouverte en 1983, elle est exploitée, comme l'ensemble du métro, par la compagnie Maryland Transit Administration (MTA Maryland).

## Situation sur le réseau

Plan de la ligne unique du métro.

Établie en aérien, Reisterstown Plaza est une station de passage de la Metro SubwayLink du métro de Baltimore. Elle est située entre la station Milford Mill, en direction du terminus nord-ouest Owings Mills, et la station Rogers Avenue en direction du terminus sud-est Johns Hopkins Hospital.

## Histoire
La station terminus provisoire Reisterstown Plaza est mise en service le 21 novembre 1983, lors de l'ouverture à l'exploitation de la première section, de 12,2 km, entre Charles Center et Reisterstown Plaza.
Elle devient une station de passage, le 20 juillet 1987, lors de l'ouverture du prolongement, de 9,8 km, entre Reisterstown Plaza et le  nouveau terminus d'Owings Mills.